# Kriminalvården
Kriminalvården er en svensk organ med ansvar for kriminalforsorgstjenester. Ansvaret herfor er delt i fire dele:
- varetægtsfængsling af personer, der mistænkes for lovovertrædelser og i varetægtsarrest af retten verserende retssag (Se häkte)
- fængsling, for personer idømt fængselsstraffe for at have begået lovovertrædelser[2]
- prøvetid for personer dømt for anden straf end fængsel, og folk, der er løsladt fra fængslet[3]
- transport af personer i varetægtsfængsling eller underlagt fængselsstraf.

## Häkte
- Et häkte i Sverige er en anstalt, tilsvarende arresthus i Danmark.
- Häkte er tilbageholdelsen af personer, der mistænkes for, men ikke er dømt for lovovertrædelser. Folk i varetægtsfængsling anses så uskyldige, og holdes derfor helt adskilt fra folk som soner idømt fængselsstraf. Et häkte er en varetægtsfængsling og beslutes af en domstol[4].